# Presidente Bernardes (São Paulo)
Pour les articles homonymes, voir Presidente Bernardes.
Presidente Bernardes est une municipalité brésilienne de l'État de São Paulo et de la Microrégion de Presidente Prudente.